# Gesualdo Albanese
Gesualdo Albanese (Caulonia, 9 dicembre 1948) è un allenatore di calcio ed ex calciatore italiano, di ruolo attaccante.

## Carriera

### Giocatore

#### Club
Cresciuto nella Juventus Siderno, nel 1966 gioca per il Roccella mentre nel 1967 fa ritorno alla Juventus Siderno dove rimane fino al 1969.
Dal 1969 al 1973 gioca per la Massese in Serie C e Serie B. Nel 1973 gioca per la Reggiana in Serie B dove inizia anche la successiva stagione 1974-1975 nella stessa categoria, trasferendosi nell'ottobre 1974 all'Avellino. L'anno dopo ritorna alla Reggiana, mentre nel 1976 passa al L.R. Vicenza, sempre in Serie B.

Albanese (in piedi, al centro) nel Modena della stagione 1977-1978

Nel 1977 veste la maglia del Modena in cadetteria prima di fare ritorno alla Reggiana, questa volta in Serie C1, dove nel 1979 chiude la carriera da giocatore.
Con Massese, Reggiana, Avellino, L.R. Vicenza e Modena disputa 125 partite segnando 18 gol in sei campionati di Serie B. Nella stagione 1976-1977, sia pur con sole 4 presenze all'attivo, si è aggiudicato il campionato cadetto con la maglia del Lanerossi.

#### Nazionale
Nel 1970 ha disputato un incontro nella nazionale Under-23 a Bergamo contro la Bulgaria, sfida conclusasi sullo 0-0.

### Allenatore
Nel 1978 frequenta il supercorso di Coverciano diplomandosi allenatore-istruttore giovani calciatori e in seguito allenatore professionista di prima categoria. Comincia la sua carriera nel settore giovanile del L.R. Vicenza.
Dal 1982 al 1984 allena la squadra del Sant'Angelo. Nel 1984 passa ad allenare la Torres in Serie C2. Nella stessa categoria allena nel 1986 il Rende per passare poi ad allenare la stagione successiva la formazione Primavera del Barletta. Nel 1988 viene promosso alla guida della prima squadra in Serie B al posto di Paolo Specchia.
Dopo due stagioni sulla panchina dei pugliesi nel 1990 siede su quella della Vigor Lamezia in Serie C2. Nel 1991 allena il Benevento mentre nel 1994 la guida del Cittadella. Dal 1997 ha allenato il Torri, il Moreno Tva e successivamente la formazione Allievi Regionali del Cspr '94.

## Palmarès

### Giocatore

#### Club
- Campionato italiano di Serie B: 1

L.R. Vicenza: 1976-1977